# DPMI
DPMI (DOS Protected Mode Interface) — протокол доступа к памяти, с помощью которого DOS-программа может использовать дополнительную память персонального компьютера с адресами выше 1 Мбайта, недоступную при работе процессора 80x86 в реальном режиме. Практически все DOS-расширители основаны на DPMI и позволяют программам DOS обращаться ко всей памяти компьютера и работать в защищённом режиме.

## История
Впервые протокол был разработан компанией Microsoft для Windows 3.0 в 1989 году, впоследствии работа над проектом была передана специальному комитету с открытым членством. В 1990 году им была выпущена версия 0.9, а в 1991 — версия 1.0. Дополнительная функция под названием «True DPMI» была предложена в версии 0.9, но она не вошла в официальный релиз. Тем не менее, она присутствует в некоторых продуктах. В то время как Windows 3.0 включала поддержку DPMI 0.9, версия 1.0 никогда не была включена в Microsoft Windows, поэтому многие программы и расширители DOS были написаны исключительно под версию 0.9. Самым известным отдельным ядром DPMI является CWSDPMI, но даже он поддерживает только версию 0.9 и в нём отсутствует «DOS API translation». В настоящее время единственным отдельным DPMI-хостом, полностью поддерживающим DPMI 1.0, является DPMIONE.

## Технические характеристики
Сервис DPMI может быть 16-битным, 32-битным или «универсальным» и может называться DPMI-ядром, хостом или сервером. Он предоставляется либо операционной системой (виртуальный DPMI-хост), либо расширителем DOS (реальный DPMI-хост). Ядро DPMI может быть частью DOS-расширителя, такого как DOS/4GW или DOS/32A, либо идти отдельно, как CWSDPMI или HDPMI.